# Giáo hoàng Clêmentê II
Clêmentê II (Latinh: Clemens II) là người kế nhiệm Giáo hoàng Gregory VI sau khi vị này bị cưỡng bách từ chức vào ngày 20 tháng 12 năm 1046.
Theo niên giám tòa thánh năm 1806 thì Clemens II đắc cử Giáo hoàng vào năm 1046 và ở ngôi Giáo hoàng trong 9 tháng 45 ngày. Niên giám tòa thánh năm 2003 xác định triều đại của ông kéo dài từ ngày 25 tháng 12 năm 1046 và kết thúc vào ngày 9 tháng 10 năm 1047.

## Trở thành giáo hoàng
Giáo hoàng Clement II sinh tại Saxony, Ý với tên thật là Suidger de Mor-sleben et Hornburg. Có nguồn cho rằng ông là một Giáo hoàng người Đức. Theo đó trong 11 năm trị vì, Hoàng Đế Henry III kết thúc vào năm 1057, Henry đã chọn 4 vị Giáo hoàng người Đức. Đó là các Giáo hoàng Clement II, Giáo hoàng Damasus II, Giáo hoàng Leo IX và Giáo hoàng Victor II.
Được bầu làm Giáo hoàng do ý muốn của Henry III nhằm chấm dứt tình trạng lắm tai tiếng hiện tại, ông được giới giáo sĩ và dân Rôma nhìn nhận. Clement II đưa ra quyết định rằng tất cả mọi Giáo hoàng đều phải do hoàng đế bổ nhiệm.
Hoàng đế có quyền giải quyết các cuộc tranh chấp trong việc bầu chọn như thỏa thuận với Giáo hoàng Gioan XII (602).
Do đó tại công đồng Sutri năm 1047 thay vì chọn trong số ba người đang tranh quyền Giáo hoàng, thì Hoàng Đế Henrry đã chọn một giám mục trong đoàn tùy tùng của nhà vua để lên ngôi Giáo hoàng lấy tên Clement II và trị vì được 2 năm từ năm 1046-1047. Henri cho rằng "không thể tìm thấy tại La mã một giáo phẩm nào chẳng bị ô uế bởi sự bán chức thánh và tội gian dâm." Nhà vua đã đòi ba người đang tranh ngôi Giáo hoàng phải rút lui.
Linh mục O'Malley nhận định "Hoàng Đế Henry đã cứu vãn triều giáo hoàng".

## Cải tổ
Những vấn đề quan trọng vào trước thời kỳ Giáo hoàng của Hoàng Đế Henry là việc buôn bán thần thánh, buôn bán các địa vị và bổng lộc trong giáo hội, và sự lạm dụng lan tràn đến đời sống khiết tịnh trong thiên chức linh mục, thật vậy các linh mục đã lấy vợ hay sống chung với những nàng hầu.
Theo sử gia Dòng Tên, Linh mục John O’Malley giảng sư tại Học viện Thần học Dòng Tên ở Cambridge, Mass. Hoa Kỳ cho biết, các Giáo hoàng người Đức dưới thời Henry III đã bắt đầu một cuộc cải tổ quan trọng được coi là cuộc cải tổ Gregoriô, vì sau đó Đức Giáo Giáo hoàng Thánh Gregory VII (Giáo hoàng thứ 157) không phải là người Đức đã kết thúc những công việc đã được khởi sự từ bốn vị Giáo hoàng người Đức.
Mối bận tâm lớn nhất của Giáo hoàng Clement II là làm thế nào khắc phục thói kiêu căng của các giám mục triều đình, là nguyên nhân của nhiều cuộc chiến giữa các chư hầu. Ông đã tuyên phong Thánh Viborata là vị tử đạo người Hungary.
Giáo hoàng Clement II đã công bố 40 ngày thống hối cho bất cứ ai đã được tấn phong bởi các giám mục buôn thần bán thánh. 

## Hoàng đế Henry III
Những tư tưởng cải tổ xem ra hão huyền nhưng Hoàng Đế Henry đã xem xét tới. Cha Dòng Tên O'Malley nói "Nhà vua đã ghê tởm tới tình huống tại Roma và những cuộc tranh giành ngôi giáo hoàng".
Hoàng Đế cũng đã tôn phong các chư hầu chính trị trung thành tại Italia để củng cố quyền hành của hoàng đế trong lãnh thổ Italia, vì Giáo hoàng trong thời kỳ này cũng là những người cai trị trong quyền bính thế tục với quân đội và hải quân trong tay.

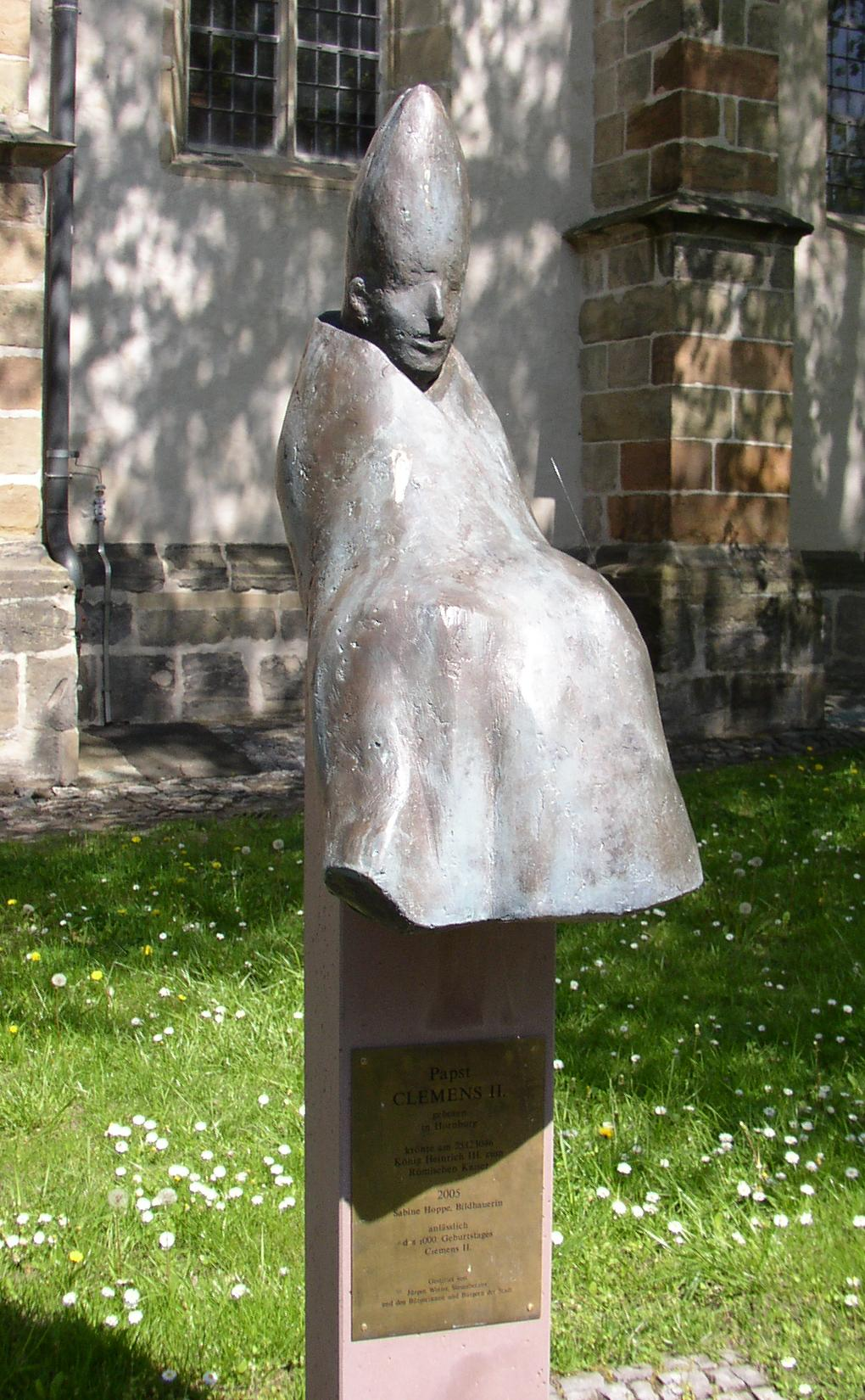
Tượng Clemens II ở Hornburg, Đức

Trong tiến trình này, Henry đã củng cố những phong trào giáo dân để tuyển chọn những vị lãnh đạo giáo hội."Những người cai trị thế tục trao quyền cho các giám mục và các đan sĩ bằng những cây thánh giá và trao nhẫn của họ. Giáo dân thật sự chọn những người lãnh đạo và phong cho họ những biểu tượng trong địa vị tôn giáo".
Henry cũng phong tước cho mình là một quý tộc Rôma, được quyền hành để tuyển chọn Giáo hoàng. Tuy nhiên tình trạng lệ thuộc của việc bầu Giáo hoàng vào hoàng đế không thể kéo dài mãi được. Đến lúc phải xảy ra những đụng độ để quyền Giáo hoàng thoát khỏi quyền hoàng đế.

## Qua đời
Vào đầu tháng 10 năm 1047, Clement II lâm trọng bệnh và qua đời tại đan viện gần Pesaro, có tin đồn cho rằng Giáo hoàng kế vị Biển Đức IX đã bỏ thuốc độc. Vào năm 1942, khảo nghiệm hài cốt Đức Clement II, người ta khám phá ra hài cốt của ông đã bị nhiễm thuốc độc.
Giáo hoàng đã được mai táng tại Baberg, nơi ông đã được Henry III cất nhắc rồi tấn phong làm giám mục.